# Wajdi Sahli
Pour les articles homonymes, voir Sahli.
Wajdi Sahli ou Ouijdi Sahli, né le 17 avril 1997 à La Seyne-sur-Mer, est un footballeur tunisien évoluant au poste d'ailier gauche au club du Győri ETO FC. Élevé dans le petit village du Beausset, il commence son parcours dans le Sud de la France, avant de partir pour la Tunisie, le Kazakhstan, la Grèce, le Monténégro, la Serbie puis la Hongrie.

## Carrière

### En club
Il signe un contrat de deux ans et demi avec le Club africain en décembre 2017.
En mai 2020, il révèle avoir reçu une offre de la part d'une formation espagnole évoluant en deuxième division.
Libre de tout contrat dès septembre 2020, Sahli s'engage avec le club kazakh du FK Kaspiy Aqtaw. Après seulement six mois, le club grec d'Apollon Smyrnis décide de l'engager à l'été 2021 pour deux saisons.

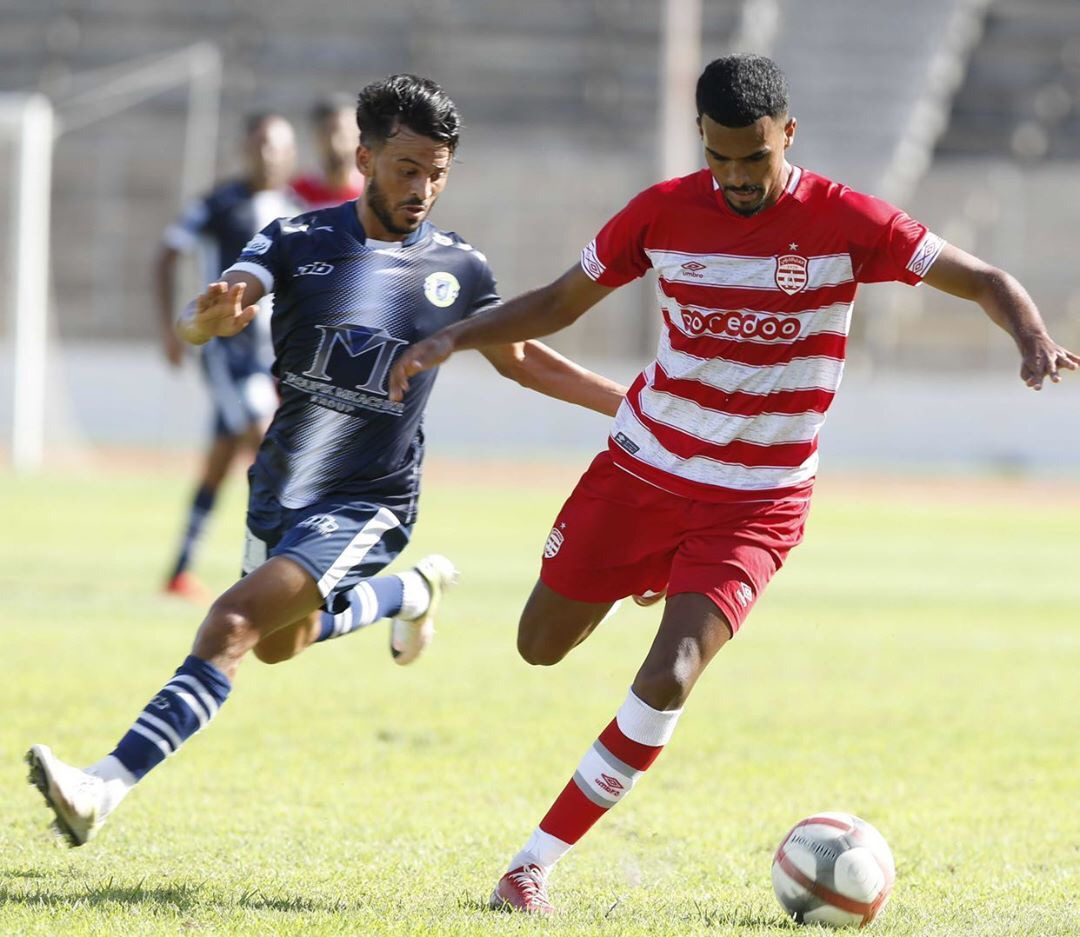
Sahli portant les couleurs du Club africain.
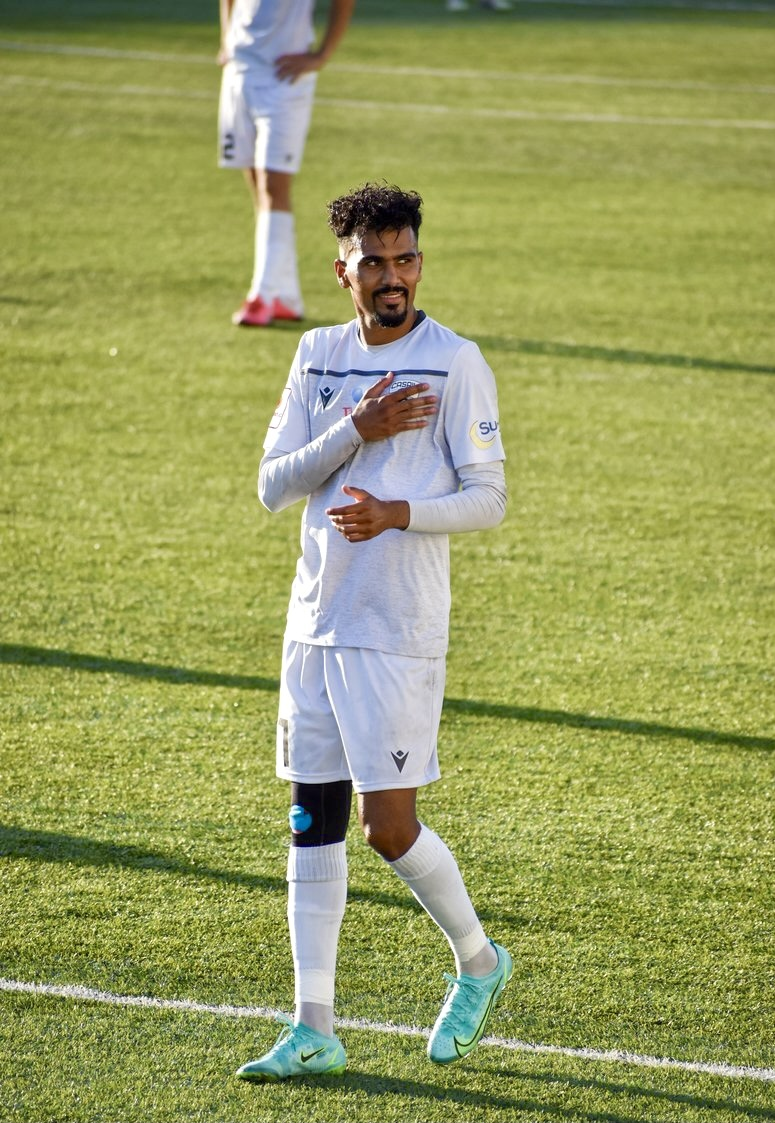
Sahli portant les couleurs du FK Kaspiy Aqtaw.

### En équipe nationale
Il joue en équipe de Tunisie A' pour un match comptant pour les éliminatoires du championnat d'Afrique des nations contre la Libye. Lors des qualifications pour les Jeux olympiques de 2020, l'équipe de Tunisie affronte le Cameroun ; Wajdi Sahli marque un but à la 37e minute mais, malgré la victoire, l'équipe ne se qualifie pas.
En mai 2024, il est sélectionné pour rejoindre l'équipe nationale tunisienne pour affronter la Guinée équatoriale et la Namibie comptant pour les qualifications de la coupe du monde 2026.

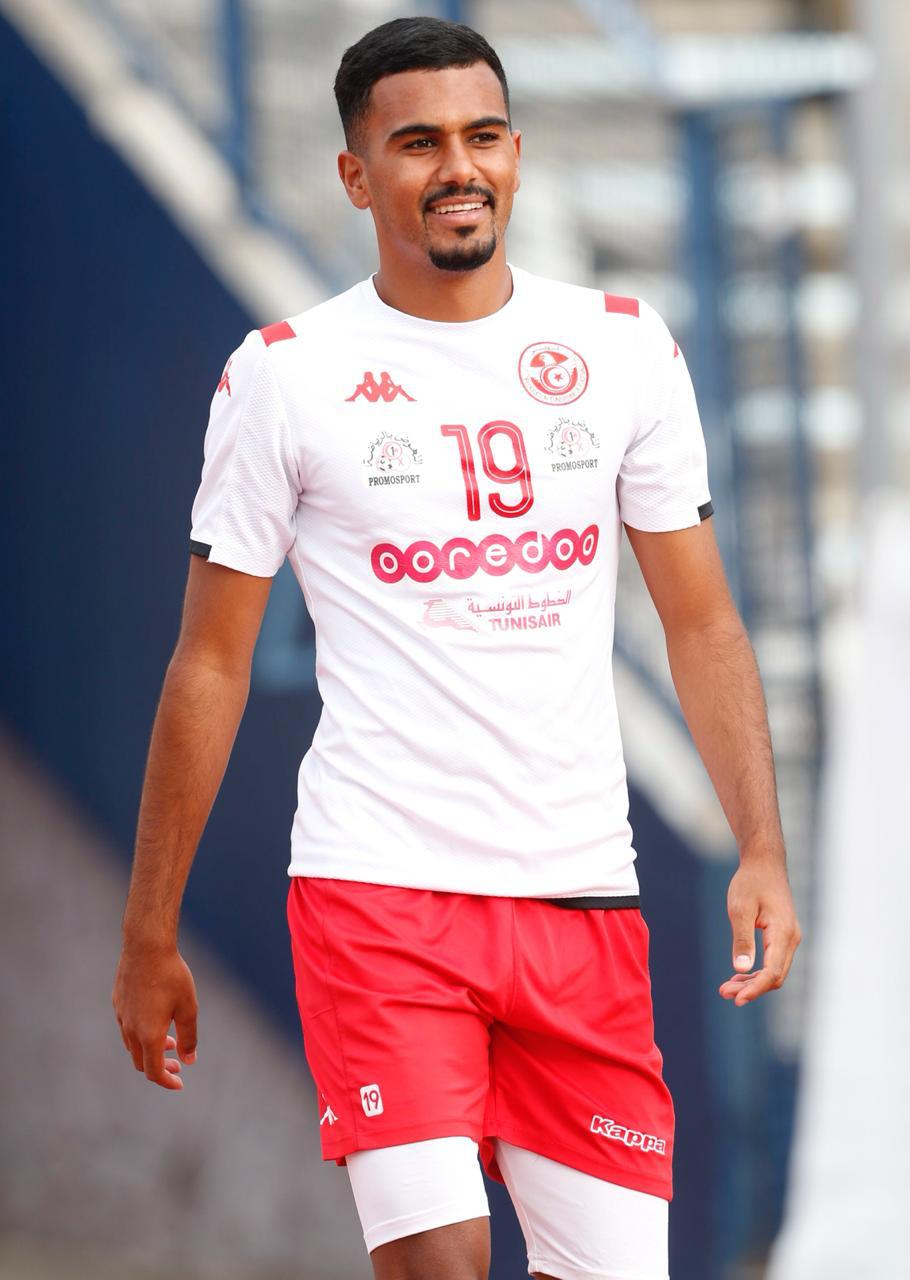
Sahli portant les couleurs de l'équipe A'.
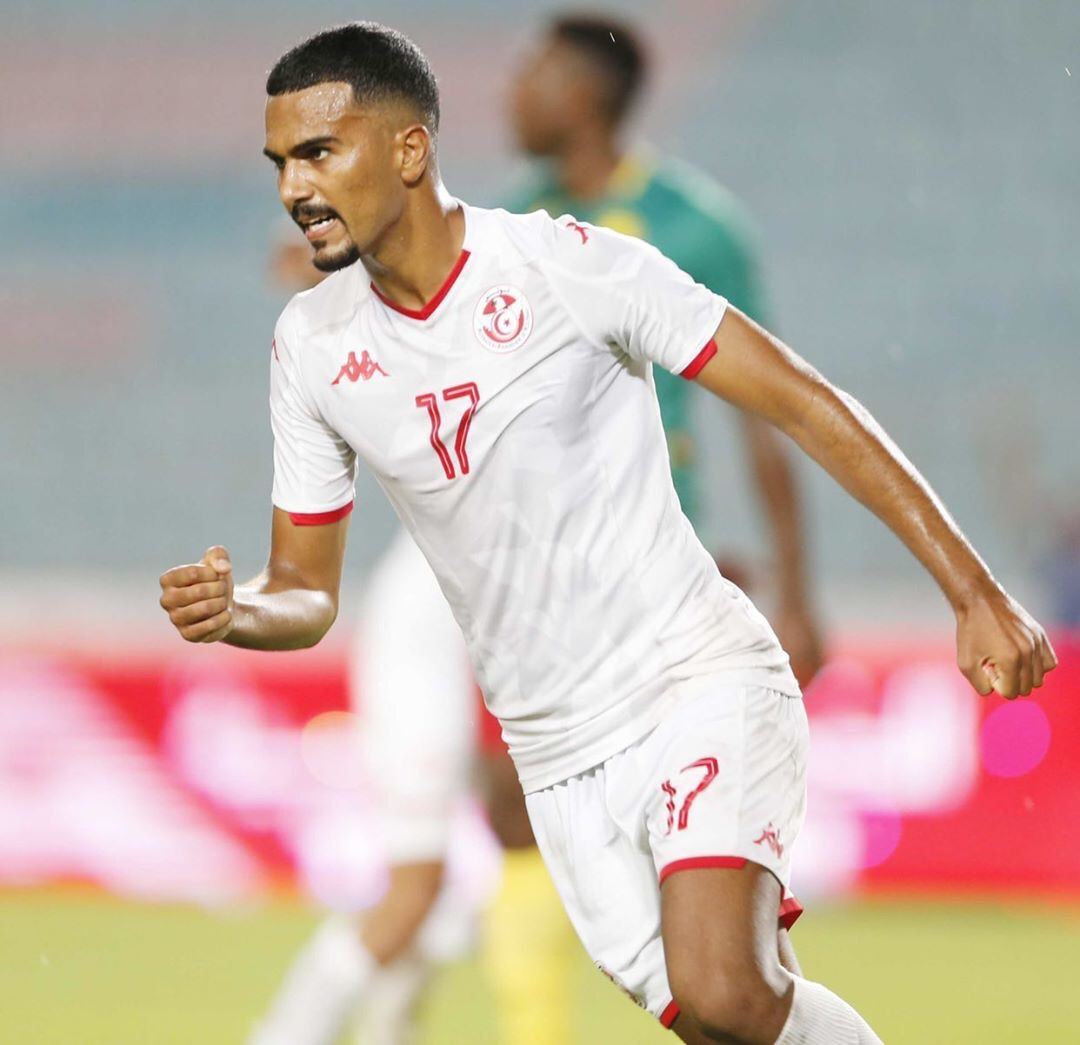
Sahli portant les couleurs de l'équipe olympique.